# Hussein Albidhan
Hussein Ali Muksr Albidhan (ar. حسين علي مكسر البيضان; ur. 6 czerwca 2001) – iracki zapaśnik walczący w stylu klasycznym.
Brązowy medalista igrzysk panarabskich w 2023, a także mistrzostw Azji w 2020. Drugi na mistrzostwach arabskich w 2023 i trzeci w 2022 roku.